# Contea di Xiajin
La contea di Xiajin (夏津县S, Xiàjīn XiànP) è una contea della Cina, situata nella provincia dello Shandong e amministrata dalla prefettura di Dezhou.